# 小杉康
小杉 康（こすぎ やすし、1959年（昭和34年） - ）は、日本の考古学者。北海道大学大学院教授。

## 略歴
1959年、埼玉県生まれ。1983年、明治大学文学部考古学卒、1990年、同大学院文学研究科博士後期課程単位取得退学。日本学術振興会特別研究員、国立歴史民俗博物館外来研究員、明治大学助手、北海道大学文学研究科助教授を経て、教授。

## 主な著作
- 『縄文のマツリと暮らし 先史日本を復元する』（岩波書店、2003年）